# Paszczaki
Paszczaki, paszczakowate, zmroczniki (Podargidae) – rodzina ptaków z rzędu paszczakowych (Podargiformes).

## Występowanie
Rodzina ta obejmuje gatunki występujące w południowej i południowo-wschodniej Azji, Australii, na Nowej Gwinei i Wyspach Salomona.

## Charakterystyka
Potrafią bardzo szeroko otworzyć dziób (stąd wzięła się ich polska nazwa), co pomaga im w chwytaniu owadów. Prowadzą nocny tryb życia, podczas dnia siedzą nieruchomo na gałęzi, bardzo dobrze zakamuflowane przez swoje maskujące upierzenie. Są słabymi lotnikami. Składają do trzech jaj w rozwidleniu konarów. Jaja są wysiadywane podczas dnia przez samca i podczas nocy przez samicę.

## Systematyka
Do rodziny należą następujące rodzaje:
- Rigidipenna Cleere, Kratter, Steadman, Braun, Huddleston, Filardi & Dutson, 2007 – jedynym przedstawicielem jest Rigidipenna inexpectata (E. Hartert, 1901) – paszczak cynamonowy
- Podargus Viellot, 1818
- Batrachostomus Gould, 1838